# Elena Vallortigara
Elena Vallortigara (ur. 21 września 1991 w Schio) – włoska lekkoatletka specjalizująca się w skoku wzwyż.
Pierwsze międzynarodowe sukcesy odniosła w 2007 kiedy zdobyła brązowy medal mistrzostw świata juniorów młodszych oraz zwyciężyła w europejskim festiwalu młodzieży. Rok później bez powodzenia startowała w juniorskich mistrzostwach globu. W 2009 uplasowała się tuż za podium, zajmując czwarte miejsce, na mistrzostwach Europy juniorów. Udało jej się wywalczyć brąz mistrzostw świata juniorów w Moncton (2010). Reprezentantka Włoch w meczach międzypaństwowych.
Zdobywała medale mistrzostw kraju w różnych kategoriach wiekowych tak w hali, jak i na stadionie.
Rekord życiowy: stadion – 2,02 (22 lipca 2018, Londyn); hala – 1,96 (23 lutego 2020, Ankona).

## Osiągnięcia
| Rok  | Impreza                                    | Miejsce   | Lokata            | Wynik |
| ---- | ------------------------------------------ | --------- | ----------------- | ----- |
| 2007 | Mistrzostwa świata juniorów młodszych      | Ostrawa   | 3. miejsce        | 1,81  |
| 2007 | Letni Olimpijski Festiwal Młodzieży Europy | Belgrad   | 1. miejsce        | 1,86  |
| 2008 | Mistrzostwa świata juniorów                | Bydgoszcz | el. – 30. miejsce | 1,65  |
| 2009 | Mistrzostwa Europy juniorów                | Nowy Sad  | 4. miejsce        | 1,87  |
| 2010 | Mistrzostwa świata juniorów                | Moncton   | 3. miejsce        | 1,89  |
| 2018 | Mistrzostwa Europy                         | Berlin    | el. – 15. miejsce | 1,86  |
| 2019 | Halowe mistrzostwa Europy                  | Glasgow   | el. – 17. miejsce | 1,89  |
| 2019 | Mistrzostwa świata                         | Doha      | el. – 17. miejsce | 1,89  |
| 2021 | Halowe mistrzostwa Europy                  | Toruń     | el. – 14. miejsce | 1,87  |
| 2021 | Igrzyska olimpijskie                       | Tokio     | el. – 16. miejsce | 1,93  |
| 2022 | Halowe mistrzostwa świata                  | Belgrad   | 6. miejsce        | 1,92  |
| 2022 | Mistrzostwa świata                         | Eugene    | 3. miejsce        | 2,00  |
| 2022 | Mistrzostwa Europy                         | Monachium | 9. miejsce        | 1,86  |
| 2023 | Halowe mistrzostwa Europy                  | Stambuł   | el. – 15. miejsce | 1,82  |
| 2024 | Mistrzostwa Europy                         | Rzym      | el. – 15. miejsce | 1,85  |